# Kara Lord
Kara Lord (n. 1988) es una modelo y reina de belleza representante de Guyana a Miss Universo 2011 celebrado en Sao Paulo el 12 de septiembre donde 88 candidatas más competirán por la corona de Ximena Navarrete, Miss Universo 2010

## Biografía
Kara Lord mide 173 centímetros (5 pies/ ft y 8 pulgadas/ in/ pulg).

### Miss Guyana Universe 2011
Compitió como uno de los 9 finalistas en concurso de su país de belleza nacional de Miss Guyana Universo 2011, ganando el derecho de representar a su país en Miss Universo  2011.

### Miss Universo 2011
Como el representante oficial de Guyana para el concurso de Miss Universo 2011,  transmitido en vivo desde São  Paulo, Brasil el 12 de septiembre de 2011, compitió para suceder al titular de Miss Universo, Ximena Navarrete de México.